# Klaus Fischer (Badminton)
Klaus Fischer (* 7. Juni 1963) ist ein österreichischer Badmintonspieler, der für den ASKÖ Landskron spielt. 

## Karriere
Klaus Fischer gewann schon als Junior seinen ersten nationalen Titel bei den Erwachsenen in Österreich. Insgesamt siegte er 15 Mal von 1982 bis 1990 (davon 6 Doppel-Titel mit seinem Bruder Heinz). International war er beim EBU-Circuit, in Ungarn, Malta und der Tschechoslowakei erfolgreich.

## Sportliche Erfolge
| Saison    | Veranstaltung                                  | Disziplin    | Platz | Name                            |
| --------- | ---------------------------------------------- | ------------ | ----- | ------------------------------- |
| 1979      | Österreich: Einzelmeisterschaften der Junioren | Herreneinzel | 1     | Klaus Fischer                   |
| 1980      | Österreich: Einzelmeisterschaften der Junioren | Herreneinzel | 1     | Klaus Fischer                   |
| 1980      | Österreich: Einzelmeisterschaften der Junioren | Herrendoppel | 1     | Klaus Fischer / Heinz Fischer   |
| 1982      | Österreich: Einzelmeisterschaft                | Herreneinzel | 1     | Klaus Fischer                   |
| 1982      | Österreich: Einzelmeisterschaft                | Herrendoppel | 1     | Klaus Fischer / Heinz Fischer   |
| 1982      | Österreich: Einzelmeisterschaften der Junioren | Herreneinzel | 1     | Klaus Fischer                   |
| 1982      | Österreich: Einzelmeisterschaften der Junioren | Mixed        | 1     | Klaus Fischer / Gabriele Freuis |
| 1982      | Österreich: Einzelmeisterschaften der Junioren | Herrendoppel | 1     | Peter Moritz / Klaus Fischer    |
| 1983      | Österreich: Einzelmeisterschaft                | Herreneinzel | 1     | Klaus Fischer                   |
| 1983      | Weltmeisterschaft                              | Herrendoppel | 17    | Klaus Fischer / Heinz Fischer   |
| 1984      | Österreich: Einzelmeisterschaft                | Herreneinzel | 1     | Klaus Fischer                   |
| 1984      | Österreich: Einzelmeisterschaften der Junioren | Mixed        | 1     | Klaus Fischer / Gerhild Fischer |
| 1984      | Österreich: Einzelmeisterschaften der Junioren | Herrendoppel | 1     | Klaus Fischer / Heinz Fischer   |
| 1985      | Österreich: Einzelmeisterschaften der Junioren | Herrendoppel | 1     | Klaus Fischer / Heinz Fischer   |
| 1985      | Österreich: Einzelmeisterschaft                | Herrendoppel | 1     | Klaus Fischer / Heinz Fischer   |
| 1985      | Österreich: Einzelmeisterschaft                | Herreneinzel | 1     | Klaus Fischer                   |
| 1985      | Hungarian International                        | Herrendoppel | 1     | Klaus Fischer / Heinz Fischer   |
| 1986      | Österreich: Einzelmeisterschaft                | Herrendoppel | 1     | Klaus Fischer / Heinz Fischer   |
| 1986      | Hungarian International                        | Herrendoppel | 1     | Klaus Fischer / Heinz Fischer   |
| 1986      | Hungarian International                        | Herreneinzel | 1     | Klaus Fischer                   |
| 1987      | Czechoslovakian International                  | Herrendoppel | 1     | Heinz Fischer / Klaus Fischer   |
| 1987      | Österreich: Einzelmeisterschaft                | Herrendoppel | 1     | Klaus Fischer / Heinz Fischer   |
| 1987      | Hungarian International                        | Herreneinzel | 1     | Klaus Fischer                   |
| 1987/1988 | EBU Circuit                                    | Herreneinzel | 1     | Klaus Fischer                   |
| 1988      | Czechoslovakian International                  | Herreneinzel | 1     | Klaus Fischer                   |
| 1988      | Österreich: Einzelmeisterschaft                | Mixed        | 1     | Klaus Fischer / Sabine Ploner   |
| 1988      | Österreich: Einzelmeisterschaft                | Herreneinzel | 1     | Klaus Fischer                   |
| 1988      | Österreich: Einzelmeisterschaft                | Herrendoppel | 1     | Klaus Fischer / Heinz Fischer   |
| 1988/1989 | EBU Circuit                                    | Herreneinzel | 1     | Klaus Fischer                   |
| 1989      | Hungarian International                        | Herrendoppel | 3     | Klaus Fischer / Heinz Fischer   |
| 1989      | Czechoslovakian International                  | Herreneinzel | 3     | Klaus Fischer                   |
| 1989      | Österreich: Einzelmeisterschaft                | Herrendoppel | 1     | Klaus Fischer / Heinz Fischer   |
| 1989      | Österreich: Einzelmeisterschaft                | Herreneinzel | 1     | Klaus Fischer                   |
| 1989      | Hungarian International                        | Herreneinzel | 3     | Klaus Fischer                   |
| 1989      | Österreich: Einzelmeisterschaft                | Mixed        | 1     | Klaus Fischer / Sabine Ploner   |
| 1989      | Czechoslovakian International                  | Herrendoppel | 2     | Heinz Fischer / Klaus Fischer   |
| 1989      | Malta International                            | Herreneinzel | 1     | Klaus Fischer                   |
| 1989      | Malta International                            | Herrendoppel | 1     | Klaus Fischer / Heinz Fischer   |
| 1990      | Österreich: Einzelmeisterschaft                | Mixed        | 1     | Klaus Fischer / Sabine Ploner   |

## Referenzen
- Statistiken des Österreichischen Badminton-Verbands bei Badminton Europe
- Geburtstagsliste der "Kärntner Tageszeitung", veröffentlicht am 3. Juni 2013

| Personendaten    | Personendaten                     |
| ---------------- | --------------------------------- |
| NAME             | Fischer, Klaus                    |
| KURZBESCHREIBUNG | österreichischer Badmintonspieler |
| GEBURTSDATUM     | 7. Juni 1963                      |